# Anacyclus radiatus
Anacyclus radiatus là một loài thực vật có hoa trong họ Cúc. Loài này được Loisel. mô tả khoa học đầu tiên năm 1807.